# Phuket-Bergkette
Die Phuket-Bergkette (englisch Phuket Range, thai ทิวเขาภูเก็ต, Thio Khao Phuket, IPA: [tʰiw kʰǎw pʰuː.kèt]) ist eine Untergruppe des Tenasserim-Gebirges im Isthmus von Kra, Thailand.

## Geographie
Die Phuket-Bergkette ist eine Fortsetzung des größeren Tenasserim-Gebirges und bildet einen der südlichen Abschnitte der zentralen indo-malaiischen Kordillere, der Bergkette, die von Tibet durch die gesamte malaiische Halbinsel verläuft und sich über 200 km nach Süden erstreckt. Die Nakhon-Si-Thammarat-Bergkette beginnt 60 km östlich des südlichen Teils der Phuket-Bergkette. Zwischen den Gebirgen erheben sich vereinzelte Gipfel aus dem Tiefland, deren höchster der 1350 m hohe Khao Phanom Bencha bei Krabi ist.
Die höchste Erhebung ist Khao Langkha Tuek mit einer Höhe von 1395 m. Da sich die Hügel direkt von der Westküste erheben, gibt es westlich des Kamms keine nennenswerten Flüsse. Im Osten sind die größten Flüsse der Phum Duang und der Lang Suan.
Der größte See in den Bergen ist der Chiao Lan (Ratchaprapha-Staudamm) mit 165 km², ein künstlicher See im Khao Sok Nationalpark. Die Berge bestehen größtenteils aus Kalkstein, was zur Karstgeographie von steilen Hügeln führt. Die Hügel westlich des Kamms enthalten mehrere Zinnminen, die größtenteils erschöpft sind.

## Schutz
Das Verbreitungsgebiet liegt in der Ökoregion Tenasserim-Südthailand mit halbimmergrünen Regenwäldern. Die meisten Berge sind in verschiedenen Nationalparks und anderen Schutzgebieten geschützt. Dies sind (von Süden) der Si Phang-nga NP, das Ton Pariwat Wildlife Sanctuary, Khlong Phanom NP, Khao Sok NP, Khlong Yan Wildlife Sanctuary, Kaeng Krung NP, Khlong Nakha Wildlife Sanctuary und Namtok Ngao NP (ehemals Khlong Phrao NP).
Koordinaten: 9° 20′ 30″ N, 98° 37′ 0″ O